# Alberto Bienvenú
Alberto Eduardo Bienvenú Barajas (Città del Messico, 23 ottobre 1916 – Álvaro Obregón, 24 gennaio 2004) è stato un cestista messicano.

## Carriera
Con la maglia del Messico ha disputato i Giochi olimpici del 1948, classificandosi al 4º posto finale; è sceso in campo in 6 occasioni.